# Stateroom
Stateroom est un programme américain de surveillance électronique par la collecte de renseignements à partir d'interceptions sur le trafic Internet et sur les signaux radios internationaux.
Il est exploité par les missions diplomatiques des signataires du traité UKUSA et les membres du réseau Echelon dont l'Australie, la Nouvelle-Zélande, le Royaume-Uni, le Canada et les États-Unis.
Dans près d'une centaine ambassades américaines et consulats dans le monde entier, STATEROOM est utilisé par le  Special Collection Service (SCS), une unité conjointe de la Central Intelligence Agency (CIA) et l'National Security Agency (NSA).
La connaissance de ce programme est liée aux documents divulgués par Edward Snowden.